# Gimnazjum im. Adama Mickiewicza w Prużanie

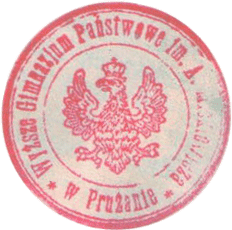
odbicie pieczęci szkolnej

Państwowe Wyższe Gimnazjum im. A. Mickiewicza w Prużanie – gimnazjum w Prużanie działające w czasach II Rzeczypospolitej, nauczające na poziomie ośmioletniej szkoły średniej w latach 1922–1939 oraz w formie tajnych kompletów podczas II wojny światowej; szkoła została utworzona z inicjatywy mieszkańców miasta, do roku 1924 miała profil matematyczno-przyrodniczy, potem humanistyczny; funkcjonowały przy niej m.in. organizacja harcerska i szkolna orkiestra dęta.

## Historia
Do 1922 roku w Prużanie istniała szkoła ogólna (podstawowa), nie było natomiast szkoły średniej, uprawniającej do zdawania egzaminów na studia. Najbliższymi takimi placówkami były Gimnazjum im. Romualda Traugutta w Brześciu nad Bugiem i Polska Szkoła Średnia w Kobryniu.

### Szkoła prywatna
W 1922 roku uformował się Komitet Organizacyjny na rzecz utworzenia szkoły średniej w Prużanie. W jego skład wchodzili głównie mieszkańcy miasta i okolic pragnący uzyskać możliwość edukacji swoich dzieci na poziomie średnim w rodzinnym mieście. Byli to przeważnie zamożni mieszczanie, inteligencja, urzędnicy, żydowscy kupcy i miejscowa szlachta. Oficjalnie z wnioskiem o otwarcie szkoły do Magistratu Miasta Prużana wystąpiła grupa pod przewodnictwem inżyniera technologa Zbigniewa Neczaj-Hruzewicza. We władzach miasta odbyła się burzliwa debata, w której część decydentów opowiadała się przeciwko nowej szkole średniej, twierdząc, że dla miejscowości tej skali wystarczy szkoła zawodowa. Zwyciężyła jednak koncepcja utworzenia gimnazjum. Magistrat Miasta Prużana pod kierownictwem burmistrza Feliksa Szymańskiego oraz Komitet Organizacyjny podjęły decyzję o utworzeniu z początkiem roku szkolnego 1922/1923 prywatnego gimnazjum koedukacyjnego matematyczno-przyrodniczego bez praw gimnazjum państwowego. Powołany został specjalny komitet społeczny na rzecz uruchomienia placówki. W jego skład weszli wpływowi mieszkańcy miasta, m.in.: wiceburmistrz i syn zasłużonego uczestnika rewolucji 1905 roku, a także ks. Bolesław Franciszek (katolicki kapelan wojskowy i działacz społeczny), ks. Konstanty Gubarew (prawosławny duchowny z soboru św. Aleksandra Newskiego), miejscowy rabin, inż. I. Czarnocki (właściciel ziemski), dr Augustyn Pacewicz (lider miejscowej szlachty i działacz społeczny), pan Krywopisza (właściciel apteki miejskiej), Birnbaum i przedstawiciel korpusu oficerskiego. Komitet zebrał środki finansowe na organizację szkoły i uzyskanie zgody na jej otwarcie.
Kuratorium Okręgu Szkolnego Poleskiego wydało zgodę na otwarcie placówki 21 września 1922 roku. Na jej potrzeby kupione zostały trzy pomieszczenia w budynku przy ul. Strażackiej 9. Był to drewniany dwukondygnacyjny budynek kryty blachą, wzniesiony w 1902 roku. W czasach Imperium Rosyjskiego mieściła się w nim rezydencja wojskowego komendanta miasta. Magistrat Miasta zaproponował na stanowisko dyrektora Zbigniewa Neczaj-Hruzewicza. 3 października 1922 roku miało miejsce uroczyste otwarcie szkoły, w której brali udział przedstawiciele różnych instytucji państwowych, wielka ilość szlachty, mieszczaństwa, chłopstwa, robotników i starozakonnych.

### Szkoła państwowa
W 1923 roku w Gimnazjum odbyła się wizytacja okręgowej komisji szkolnej, która zbadała warunki nauczania i pozytywnie oceniła jej poziom. 1 października tego samego roku, dzięki poparciu wizytatora szkół średnich Jana Bobki i Kuratorium Okręgu Szkolnego Poleskiego, rząd Polski podjął decyzję o upaństwowieniu placówki. Od tego czasu nabór do niej zaczął odbywać się przez przedstawiciela komisji okręgowej na specjalnych konferencjach. Wraz z początkiem roku szkolnego 1923/1924 decyzją Ministerstwa Wyznań Religijnych i Oświecenia Publicznego (MWRiOP) szkoła została oficjalnie przekształcona w państwowe wyższe gimnazjum koedukacyjne matematyczno-przyrodnicze z polskim językiem wykładowym. Zgodnie z umową między Kuratorium i Radą Gminy Miejskiej Prużana miasto udostępniło na potrzeby Gimnazjum cały dotychczasowy budynek drewniany z niewielkim podwórzem. Zobowiązało się też do dostarczania elektryczności i opału. Na patrona szkoły jednogłośnie wybrano Adama Mickiewicza, co nawiązywało do więzi Prużany z kulturą Wileńszczyzny. 6 listopada 1923 roku MWRiOP nadało szkole oficjalną nazwę: „Państwowe Wyższe Gimnazjum im. A. Mickiewicza w Prużanie”.  15 sierpnia 1924 dyrektorem gimnazjum na rok szkolny 1924/1925 został mianowany Bolesław Guttmann. 11 września 1924 roku jej profil został zmieniony na humanistyczny. Rozporządzeniem z 11 września 1924 i 17 grudnia 1924 roku MWRiOP mianowało na dyrektora Gimnazjum Władysława Cichockiego (do tej pory pełnił funkcję profesora w II Państwowego Gimnazjum w Rzeszowie) dyrektorem gimnazjum w Prużanie od 1 października 1924 na rok szkolny 1924/1925. Niedługo potem, dzięki staraniom Dyrekcji i Komitetu Rodzicielskiego, Magistrat Miasta Prużana wyremontował i przekazał w użytkowanie dla Gimnazjum murowany budynek z boiskiem.

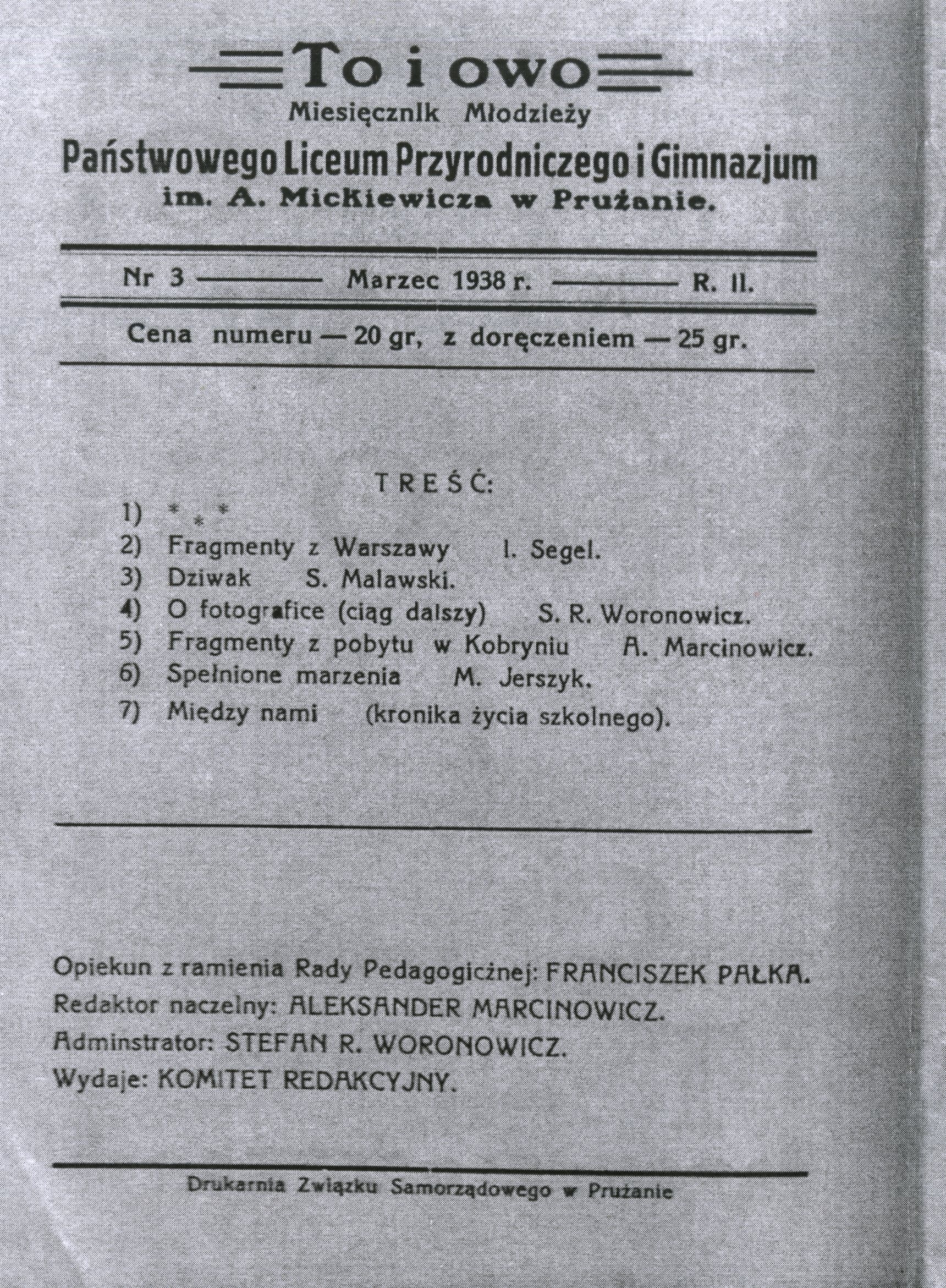
Strona tytułowa gazetki wydawanej przez uczniów Państwowego Liceum Przyrodniczego i Gimnazjum im. Adama Mickiewicza.

W roku szkolnym 1925/1926 Gimnazjum dysponowało w budynku drewnianym czterema małymi klasami przechodnimi, salą konferencyjną, kancelariami dla dyrektora i dla sekretarza oraz dwiema ubikacjami przechodnimi na gabinety. W budynku murowanym znajdowały się dwie klasy przechodnie, brak było piwnic. Administracja skarżyła się na panującą w nim wilgoć. Według sprawozdania z 1926 roku oba budynki na gimnazjum zupełnie się nie nadają. Całkowity teren podlegający szkole wynosił 3280 m², w tym budynki zajmowały powierzchnię 412 m².
12 czerwca 1925 roku w szkole miał miejsce pierwszy egzamin dojrzałości. W roku szkolnym 1925/1926, ze względu na dużą liczbę uczniów, zajęcia odbywały się w systemie dwuzmianowym. Od następnego roku powrócono do normalnego porządku zajęć dzięki wynajęciu przez Komitet Rodzicielski lokalu, w którym znalazły się trzy klasy i gabinety. We wrześniu 1928 roku dyrektor Władysław Cichocki zakończył pracę na tej posadzie w związku z objęciem stanowiska dyrektora Gimnazjum w Brześciu n. Bugiem.
W 1932 roku z inicjatywy Komitetu Rodzicielskiego do siedziby Gimnazjum dobudowano nowy, dwukondygnacyjny budynek (według innego źródła były to dwa budynki). W ten sposób szkoła zyskała nowe sale lekcyjne, jedną dużą salę i korytarz, osiągając ogółem powierzchnię 967 m². Rozbudowa pozwoliła przenieść całą szkołę w jedno miejsce. W znacznym stopniu przyczynił się do niej obywatel ziemski Feliks Suligowski z majątku Bukrabowszczyzna, który zaoferował materiały budowlane. Przy szkole urządzono boisko, na którym odbywała się gimnastyka, w zimie przekształcane w lodowisko, na którym grano w hokej. W 1934 roku stanowisko dyrektora objął Konstanty Kosiński.

### Tajne nauczanie i losy budynku

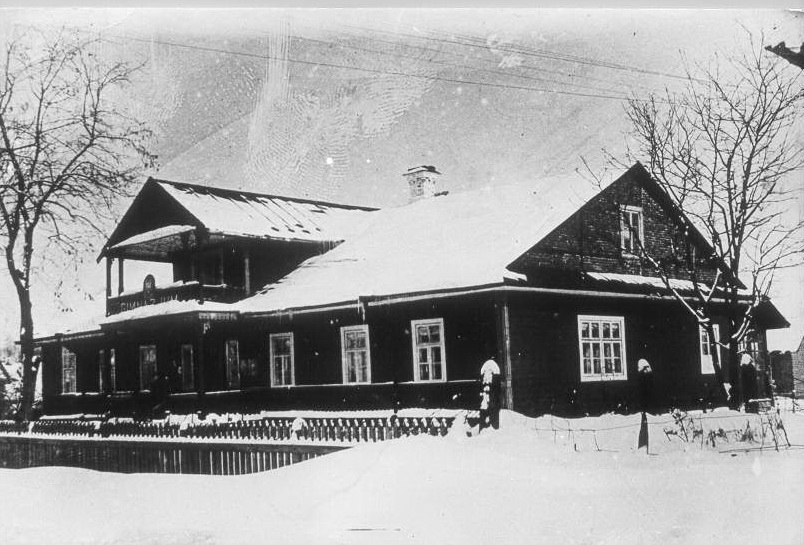
Budynek szkoły zimą 1925 roku

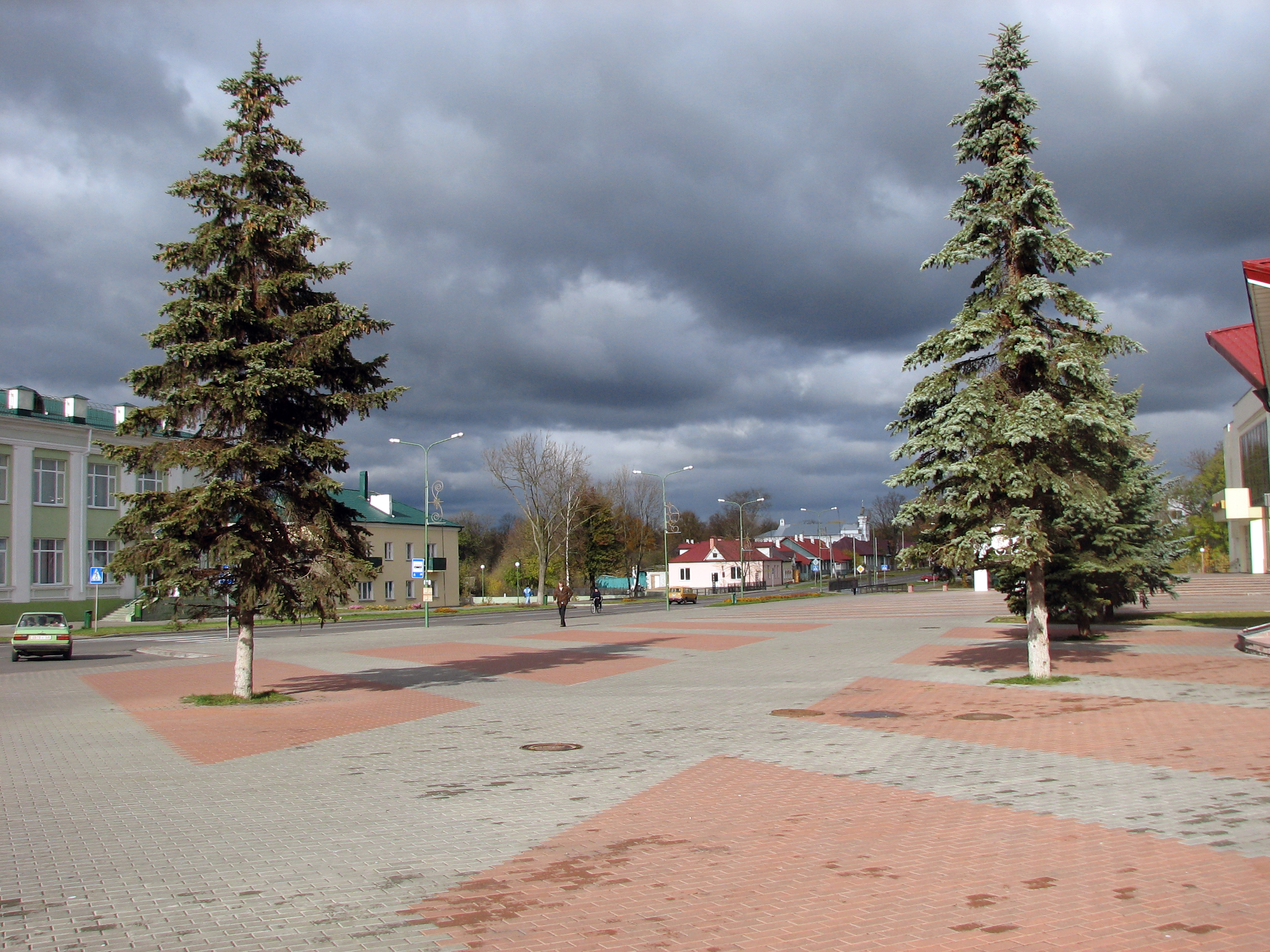
Plac na miejscu zburzonego budynku Gimnazjum, 2005 rok

Po napaści ZSRR na Polskę w 1939 roku Gimnazjum Zostało zlikwidowane, a w jego budynku nowe władze utworzyły radziecką szkołę średnią, tzw. ruską. Jej dyrektorem została Walancina Żukouska, Białorusinka z Prużany, starsza siostra absolwentki Gimnazjum Raisy, jednak już kilka tygodni później zastąpiła ją kobieta sprowadzona z głębi Związku Radzieckiego. W 1940 i w czerwcu 1941 roku część dawnych nauczycieli Gimnazjum została oskarżona o działalność kontrrewolucyjną i wraz z rodzinami wywieziona do Kołpaszewa w obwodzie tomskim i do Kazachskiej SRR. Wielu z nich zmarło na zesłaniu, m.in. nauczyciel robót ręcznych Kamiński. Jednocześnie część nauczycieli wśród tych, którzy pozostali w Prużanie, m.in. Łebkowska-Wrońska i Jan Łozowski, kontynuowali w konspiracji działalność Gimnazjum, prowadząc tajne komplety. Odbywały się one z powodzeniem przez cały okres II wojny światowej. Tymczasem w pierwszej połowie 1941 roku szkoła ruska została przekształcona w Pierwszą Białoruską Szkołę Średnią w Prużanie. Jej działalność została przerwana w czerwcu tego samego roku przez wybuch wojny niemiecko-radzieckiej. W 1943 roku w budynku znalazła siedzibę ośmioletnia szkoła białoruska, utworzona przez Komitet Białoruski przy akceptacji ze strony niemieckiej administracji okupacyjnej. Sale zostały wyremontowane. Placówka pod kierownictwem dyr. Janki Żedzika działała przez rok, miała 11 nauczycieli i ok. 450 uczniów. Przestała istnieć wraz z ewakuacją białoruskiego personelu razem z Niemcami 11 lipca 1944 roku. Po powrocie władzy radzieckiej do budynku powróciła Pierwsza Białoruska Szkoła Średnia, później przemianowana na Szkołę Średnią Nr 1. Przez ostatnie 10 lat znajdował się tam Dom Pionierów. W czasach niepodległej Białorusi budynek Gimnazjum został zburzony. Przez pewien czas na jego miejscu był pusty plac, obecnie wznosi się tam dom kultury.
Dawni uczniowie Gimnazjum im. Adama Mickiewicza organizują coroczne spotkania w Darłówku.

## Instytucje okołoszkolne
W Gimnazjum działały dwie biblioteki – nauczycielska i uczniowska. W 1925 roku pierwsza z nich dysponowała 278 woluminami, druga – 1186. Z czasem zbiory rosły, osiągając w późniejszych latach ilości odpowiednio 1214 i 2847 woluminów. W bibliotece uczniowskiej największą popularnością cieszyły się książki autorstwa Marii Rodziewiczówny, Marii Konopnickiej, Henryka Sienkiewicza, Stefana Żeromskiego, Bolesława Prusa, książki przygodowe i powieści historyczne. Istniała też czytelnia, w której dostępne były m.in. encyklopedie i periodyki. Prenumerowano 10 czasopism i 2 gazety polskie, 4 czasopisma i 5 gazet francuskich oraz 2 gazety niemieckie.
Przez pewien czas przy Gimnazjum funkcjonowała bursa szkolna. Komitet Rodzicielski organizował jej mieszkańcom wyżywienie w prywatnych domach w Prużanie, za tę usługę płacąc lub dostarczając produktów żywnościowych. Taka organizacja pozwalała utrzymać niskie koszty. W roku szkolnym 1925/1926 w bursie mieszkało 20 uczniów, z których 8 płaciło za korzystanie z niej 15–35 zł, pozostali byli zwolnieni z opłaty. Gimnazjum posiadało także laboratorium fizyczno-chemiczne.

## Finanse
Środki finansowe Gimnazjum pochodziły przede wszystkim z trzech źródeł: obowiązkowej opłaty za naukę, dotacji Rady Miasta i dobrowolnych datków na szkołę. Opłata za naukę wynosiła 20 tysięcy złotych. Dla dzieci urzędników państwowych i nauczycieli istniało wiele ulg, które w niektórych przypadkach sięgały nawet pełnego zwolnienia z opłaty. Ze zgromadzonych środków Gimnazjum wypłacało pensje nauczycielom, kupowało książki, sprzęt, opał i finansowało pracę naukową.

## Program nauczania
W roku szkolnym 1922/1923, pierwszym roku działalności Gimnazjum, uczniowie nauczani byli według wyższego programu gimnazjów państwowych o profilu matematyczno-przyrodniczym. Wyjątek stanowiły rysunek i anatomia, które nie odbywały się z powodu braku odpowiednich nauczycieli. Język łaciński był przedmiotem nieobowiązkowym.

## Zajęcia pozalekcyjne

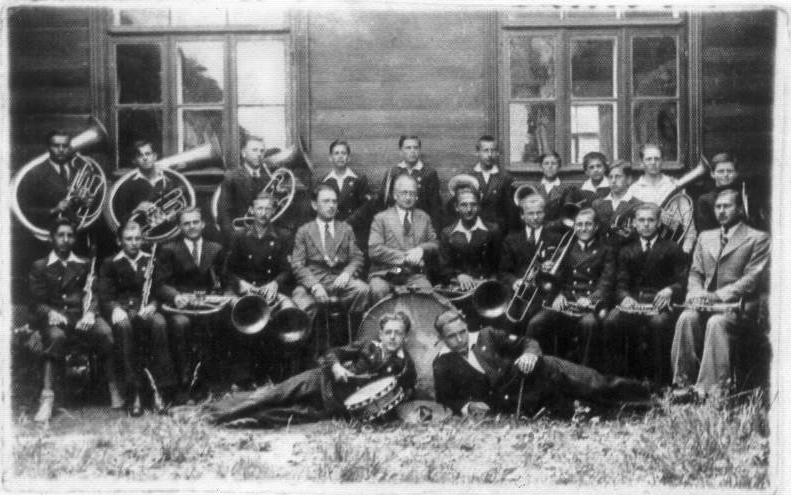
Orkiestra szkolna

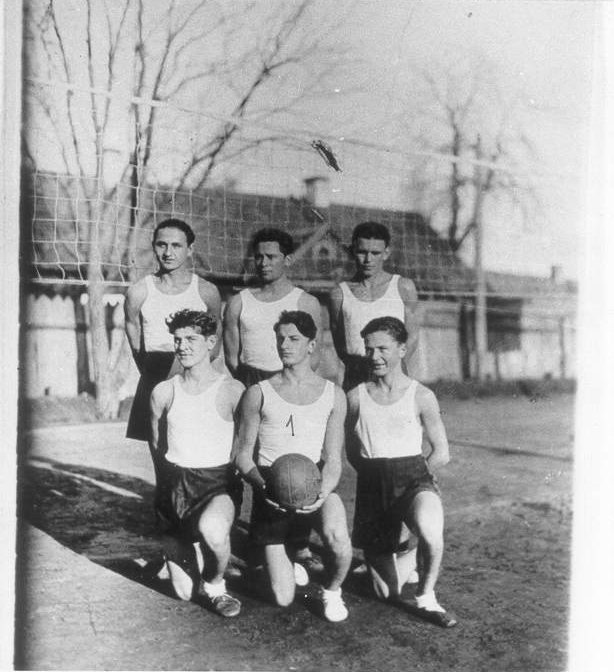
Drużyna siatkarska

W ramach zajęć pozalekcyjnych w Gimnazjum działały cztery sekcje: humanistyczna (polonistyka i historia), fizyczno-matematyczna, krajoznawcza i wychowania fizycznego, a także liczne kluby: konstruktorów modeli samolotów, szachowy itp. Pod koniec każdego roku organizowano „tygodnie” określonych przedmiotów, w ramach których uczniowie prezentowali swoje najlepsze prace (rysunki, malunki, eksponaty ze szkła, metalu, drewna), a także pod nadzorem opiekuna organizowali odczyty naukowe i inne przedsięwzięcia. Imprezy te często odwiedzane były przez prawdziwych naukowców z uczelni wyższych z całej Polski.
Przy Gimnazjum istniały też organizacje młodzieżowe. „Samopomoc Towarzyska” zajmowała się wsparciem materialnym najbiedniejszych uczniów przez ich lepiej sytuowanych kolegów. W tym celu zbierała co miesiąc po 10 groszy. „Towarzystwo Harcerskie im. Zawiszy Czarnego – Oddział im. Tadeusza Kościuszki” było organizacją harcerską. Istniało od początku istnienia Gimnazjum i uczestniczyło we wszystkich imprezach i świętach, zarówno szkolnych, jak też miejskich i powiatowych. Brało udział w światowym zlocie harcerskim w Kielcach. Organizowało kursy przysposobienia wojskowego, w czasie których uczono młodzież pomocy medycznej w warunkach polowych, łączności wojskowej, używania map, jazdy konnej, obsługi broni, przeżycia w skrajnych warunkach. Działały też inne organizacje młodzieżowe, takie jak „Związek Młodzieży P.S.K.”, „Związek Szkolny L.O.P.P.”, organizacja Polskiego Czerwonego Krzyża, religijna „Sodalicja Mariańska” i inne.
W Gimnazjum działały też: chór męski, chór żeński i orkiestra dęta. Orkiestra towarzyszyła m.in. uczniom w każdą niedzielę idącym w kolumnie na mszę do kościoła. Grała również Marsz Żałobny Chopina podczas uroczystości po utonięciu jednego z absolwentów. Ponadto uczniowie tworzyli gazetkę naścienną „Nasza droga”, której ogółem powstało 13 numerów i która została wspomniana w czasopiśmie „Kuźnia Młodych”. Szkoła stanowiła ważny ośrodek kulturalny miasta Prużana i stale angażowała się w imprezy i święta o charakterze ogólnomiejskim. Kadra nauczycielska brała udział w organizacji przedstawień teatralnych, letnisk, wycieczek krajoznawczych po powiecie i poza nim.

## Nauczyciele
Wszyscy nauczyciele w Gimnazjum pochodzili z centralnej Polski i posiadali uniwersyteckie wykształcenie. Uczniowie mieli obowiązek zwracać się do nich „pani profesor/panie profesorze”. Wybrani pedagodzy:
- Edward Bazan – praca (roboty ręczne), zastąpił na tym stanowisku Kamińskiego; nauczyciel etatowy Państwowego Seminarium Nauczycielskiego, w Gimnazjum nauczyciel kontraktowy co najmniej od 1926 roku[2][4];
- Zenon Bobrowski – woźny[12].
- Eustachia Budzyńska – język polski; nauczycielka etatowa od roku szkolnego 1927/1928[13];
- Władysław Cichocki – geografia, historia; dyrektor w latach 1924–1928, przewodniczący Komitetu bursy gimnazjalnej; nauczyciel etatowy co najmniej w latach 1925–1928[3][13][14];
- Konstanty Ciszkiewicz – muzyka; kapelmistrz orkiestry dętej; nauczyciel kontraktowy od 27 stycznia 1927 roku do końca roku szkolnego 1926/1927[14];
- Władysław Chorkawy – język łaciński, historia, filozofia; nauczyciel etatowy od co najmniej 1925 do 1 września 1926 r.; przeniesiony do Gimnazjum w Łunińcu[3][14];
- Czajkowski – biologia[2];
- Zygfryd Dąbrowski – język niemiecki; nauczyciel etatowy co najmniej od 1925 do 5 czerwca 1927[1][3][13][14];
- Apolinary Despinoix – język polski, filozofia; zarządzał bibliotekami; nauczyciel etatowy od roku szkolnego 1927/1928[13];
- Władysław Długołęcki – muzyka w orkiestrze dętej; nauczyciel kontraktowy od 15 grudnia 1927 do 31 sierpnia 1928 roku[13];
- Maria Dobkowa – matematyka, język polski, pełniła też funkcję sekretarki; nauczycielka etatowa do 31 sierpnia 1926 roku[3];
- Aleksander Dzimitruk – religia[4];
- ks. B. Franciszek – religia rzymskokatolicka, lekarz szkolny[1];
- Zygmunt Gergovich – pełnił obowiązki nauczycielskie za urlopem płatnym w gimnazjum Towarzystwa Szkoły Średniej w Stołpcach; nauczyciel etatowy od 1 października 1926 do 1 października 1927 roku[13][14];
- ks. Kazimierz Gieczys – religia rzymskokatolicka; do 20 listopada 1925 roku prefekt Gimnazjum, od 19 listopada 1925 nauczyciel etatowy[3];
- Ł. Gnatowski – instruktor przysposobienia wojskowego[1];
- ks. Konstanty Gubarew – religia prawosławna, dziekan prawosławny, nauczyciel kontraktowy od 1 października 1925 do co najmniej 1928 roku[1][3][13][14];
- Mojżesz Gutentag – religia judaistyczna; nauczyciel Prywatnego Gimnazjum Hebrajskiego „Tarbut”; nauczyciel kontraktowy od 1 lutego 1928 roku[1][13];
- Julia Hejbowicz – chemia, fizyka, dodatkowo poza programem język angielski[2][4];
- dr Franciszek Imiołek – lekarz szkolny; etatowy lekarz powiatowy; na kontrakcje w Gimnazjum co najmniej w latach 1925–1927[3][14];
- Włodzimierz Imszennik – religia[4];
- Kamiński – roboty ręczne, na tym stanowisku zastąpił go Edward Bazan; w 1941 wywieziony przez Sowietów do Kołpaszewa nad Obem, gdzie zmarł[4];
- Jan Król – gimnastyka, śpiew, śpiew chóralny, przysposobienie wojskowe, pismo w klasie I; nauczyciel etatowy od 1 września 1925 do co najmniej 1928 roku[1][3][13][14];
- Joanna Kudlerówna – język polski, geografia, historia; nauczycielka etatowa od 1 września 1925 do co najmniej 1927 roku[3][14];
- Jan Lech – język polski, geografia, zawiadowca bibliotek nauczycielskiej i uczniowskiej; nauczyciel etatowy od 1 września 1925 do co najmniej 1927 roku, w roku szkolnych 1926/1927 pełnił obowiązki nauczycielskie za urlopem płatnym w gimnazjum Towarzystwa Szkoły Średniej w Stołpcach[1][3][14];
- Teodozy Lewicki – fizyka; nauczyciel kontraktowy od 1 grudnia 1926 roku[13][14];
- Stanisława Łepkowska-Wrońska – język francuski; nauczycielka kontraktowa do 1 grudnia 1925 roku, etatowa od 5 lipca 1926 roku[2][3][13][14];
- Jan Łozowski – matematyka, fizyka i łacina, zawiadowca gabinetu nauk fizycznych, pełnił też funkcje sekretarza; zdaniem Serafina Korczaka-Michalewskiego jeden z najlepszych nauczycieli; korzystał z rosyjskich zbiorów zadań; nauczyciel etatowy co najmniej w latach 1925–1928[1][3][4][13][14], pochowany w Sopocie lub w Gdyni[2];
- Dominik Łukaszewicz – pełnił obowiązki nauczycielskie za urlopem płatnym w gimnazjum Towarzystwa Szkoły Średniej w Stołpcach; nauczyciel etatowy od 1 września 1925 roku[3], odszedł na własną prośbę 20 października 1926 roku[14];
- Ryszard Mancewicz – nauczyciel etatowy od 1 lutego do 2 kwietnia 1926 roku[3];
- Malcher – gimnastyka[2];
- Kazimierz Mirecki – rysunek, matematyka; etatowy kierownik I Szkoły Powszechnej, w Gimnazjum nauczyciel kontraktowy co najmniej od 1926 roku[1][3];
- Stanisław Myśliwy – nauczyciel etatowy od 3 września 1926 do 30 listopada 1926 roku[14];
- Olszański – przyroda[1];
- Teodor Osiewacz – język niemiecki; nauczyciel kontraktowy od 1 lutego 1928 roku[13];
- dr Karol Pacewicz – higiena, lekarz szkolny; porucznik, nauczyciel kontraktowy od roku szkolnego 1927/1928[1][13];
- Franciszek Pałka (1905–1993) – język polski, prowadził konkursy recytatorskie[2]. W czasie II wojny światowej w obozie w Krzywym Rogu, później w Komijskiej ASRR. Walczył w Armii Andersa, artylerzysta w bitwie o Monte Cassino[15]. Po powrocie z Anglii został anglistą a później wieloletnim dyrektorem w I LO w Legnicy. Twórca chóru Carmen, współtwórca festiwalu „Legnica Cantat”, fotografik.
- Tadeusz Parnowski – język polski[16];
- Leontyna Płonczyńska – rysunek; nauczycielka etatowa od 1 września 1926 do 31 sierpnia 1927 roku[14];
- ks. Fabian Poczobut-Odlanicki – religia rzymskokatolicka; prefekt, kierownik Sodalicji Mariańskiej, nauczyciel etatowy od 1 września 1926 do co najmniej 1928 roku[13][14];
- Michał Prędki – język polski, filozofia; nauczyciel etatowy od 1 września 1926 do 31 sierpnia 1927 roku[14];
- Marian Reichert – nauczyciel etatowy, 15 grudnia 1925 roku przeniesiony do Gimnazjum w Baranowiczach[3];
- ks. Bolesław Rutkowski – religia rzymskokatolicka; etatowy prefekt Państwowego Seminarium Nauczycielskiego, w Gimnazjum nauczyciel kontraktowy co najmniej od 1926 roku[3];
- Reluga (Reluha?) – łacina, zajmował się też harcerzami, organizował wycieczki dla uczniów m.in. do Kobrynia, Grodna, Wilna, Warszawy[4];
- Maria Ryłło (Ryłłówna) – rysunek, pismo w klasie I, roboty ręczne; nauczycielka etatowa od 1 września 1927 roku[13];
- A. Sałomonowicz – fizyka[1];
- Tadeusz Sikorski – matematyka, język niemiecki, język polski; przeniesiony na własną prośbę z Gimnazjum w Baranowiczach; nauczyciel etatowy od 22 lipca 1926 roku[14];
- Dionizy Skorupski – nauki przyrodnicze, zawiadowca gabinetu przyrodniczego; nauczyciel etatowy co najmniej od 1 września 1925 do co najmniej 1928 roku[3][13][14];
- Michał Solawa – historia, geografia; nauczyciel etatowy od 16 grudnia 1925 do 15 października 1927 roku[1][3][14];
- Jan Tarczyński – kontraktowy sekretarz Gimnazjum od 1 kwietnia 1928 roku[13];
- Franciszek Tomaka – historia, geografia; nauczyciel etatowy od 1 września 1927 roku[13];
- Józef Tyrkiel – język łaciński, polski[14] i niemiecki[2]; przeniesiony z Gimnazjum w Łunińcu; nauczyciel etatowy od 1 września 1926 do co najmniej 1928 roku[13][14];
- Marian Weraksa – pełnił obowiązki nauczycielskie za urlopem płatnym w gimnazjum Towarzystwa Szkoły Średniej w Stołpcach; nauczyciel etatowy od 1 lutego 1926 do 1 października 1927 roku[3][13][14].

## Uczniowie

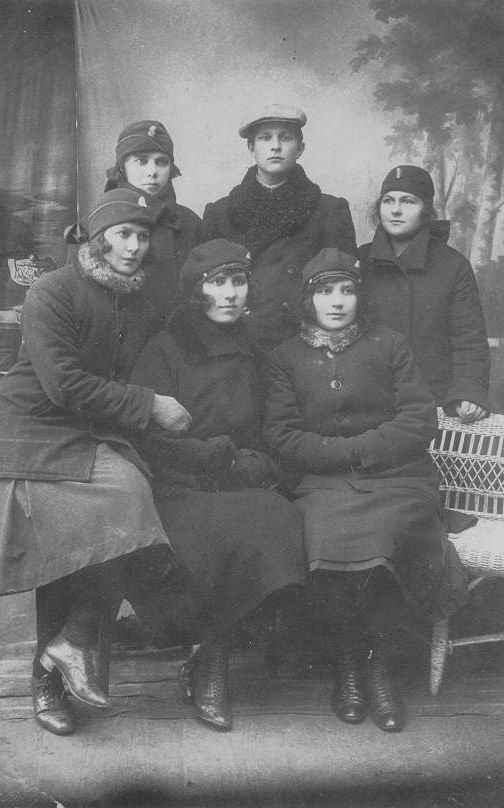
Gimnazjaliści

W momencie uruchomienia Gimnazjum w październiku 1922 roku skompletowano trzy klasy wyższe od IV do VI, które liczyły razem 74 uczniów. W roku szkolnym 1923/1924 Gimnazjum prowadziło 5 klas od IV do VIII i jedną klasę paralelną. Zapisanych było do niego 149 uczniów, w tym 74 chłopców i 75 dziewcząt. W roku szkolnym 1924/1925 zapisanych było 183 uczniów, w tym 93 chłopców i 90 dziewcząt. Dzięki staraniom dyrektora Gimnazjum i poparciu Kuratorium Okręgu Szkolnego Poleskiego, wraz z początkiem roku szkolnego 1925/1926 uruchomiono zajęcia w ramach klas I, II i III. Liczba zapisanych uczniów wyniosła 297, w tym 140 chłopców i 157 dziewcząt.
Uczniowie mieli obowiązek ubierać się na zajęcia i na niedzielne nabożeństwa w mundurki szkolne. Były one bawełniane w kolorze ciemnoniebieskim z białymi błyszczącymi guzikami. Uczennice nosiły plisowane spódniczki i bluzki z długimi rękawami. Mundurki wyposażone były też w tarcze szkolne i paski w kolorze niebieskim (klasy I–IV) lub czerwonym (klasy V–VIII). Elementem stroju były też nakrycia głowy. Chłopy nosili czapki z daszkiem, dziewczęta – furażerki. Były na nich metalowe znaczki, na których widniał wizerunek kaganka na tle otwartej książki i skrót „G.P.” (od „Gimnazjum Państwowe”). Wśród uczniów istniał zwyczaj tuż przed maturą ciąć czapki żyletką i dawać do wyszycia upatrzonym dziewczętom.
Ponieważ nauczanie w Gimnazjum było płatne, a jednocześnie dzieci urzędników państwowych i nauczycieli objęte były ulgami, wśród uczniów dominowały osoby wywodzące się z rodzin urzędników. System opłat sprawiał, że miejscowi Białorusini, którzy w większości należeli do uboższych grup społecznych, mieli ograniczone możliwości skorzystania z edukacji w Gimnazjum w porównaniu z Polakami i Żydami. Według Jurasia Zialewicza, dyrektora muzeum „Prużański Pałacyk”, 63% uczniów stanowili Polacy, 32% Żydzi, 4% Białorusini, 0,6% Rosjanie i 0,5% Niemcy. 65% uczniów pochodziło z miasta Prużana, 23% – z innych miejscowości powiatu prużańskiego, a 12% – z innych części II Rzeczypospolitej. Wśród rodziców uczniów 31% było urzędnikami, 18% – kupcami, 7% – rzemieślnikami, 6% – właścicielami ziemskimi, 6% – nauczycielami, pozostali byli przemysłowcami, wojskowymi i przedstawicielami wolnych zawodów.

### Stosunek do mniejszości narodowych
Wspomnienia niektórych dawnych uczniów Gimnazjum wskazują, że miały w nim miejsce przypadki okazywania przez niektórych nauczycieli nietolerancji wobec uczniów należących do białoruskiej mniejszości narodowej. Na jednej w wywiadówek ojciec uczennicy usłyszał od nauczyciela języka polskiego, że jeśli nie będzie rozmawiać z córką w domu po polsku, to ta nie skończy szkoły. Kiedy indziej miał miejsce następujący przypadek: po tym, jak uczennica zadeklarowała, że jej językiem ojczystym jest białoruski, nauczyciel najpierw próbował ją przekonać, by zmieniła deklarację na język polski, a gdy odmówiła, sugerował, by wybrała rosyjski, ponieważ jest piękniejszy. Uczennica odpowiedziała na to, żeby zapisać jej językiem ojczystym francuski, bo mówią, że jest najpiękniejszy. Według wspomnień Raisy Żuk-Hryszkiewicz, białoruscy uczniowie Gimnazjum podczas zajęć mówili po polsku, ale po zajęciach przechodzili na białoruski.

### Znani uczniowie

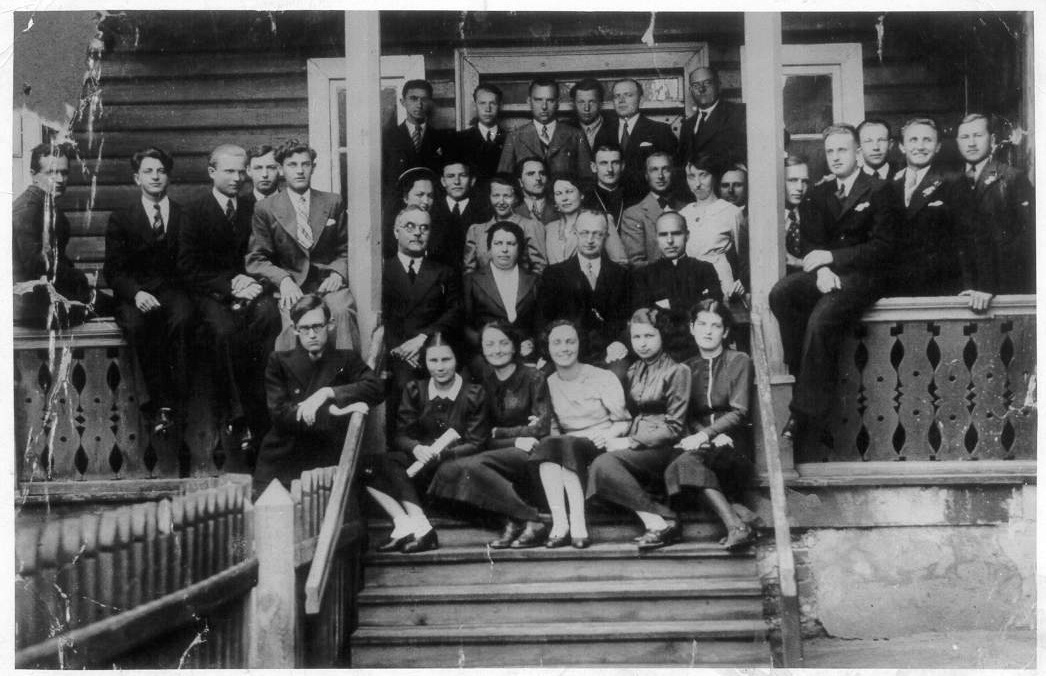
Absolwenci Gimnazjum przez maturą. Druga z prawej w dolnym rzędzie siedzi Raisa Żuk-Hryszkiewicz.

- Aleksander Lesław Baczyński – absolwent gimnazjum i jego polonista w okresie okupacji, dyrektor gimnazjum w Zielonej Górze (1948–1952[17]);
- Ihar Bałabuszewicz – prawosławny duchowny, więzień łagru w Omsku; ukończył 5 klas gimnazjum[18];
- Wasil Harustowicz – prużański chirurg, jaki wykonał tysiące operacji[1];
- Władysław Jagiełło – generał lotnictwa[1];
- Stefan Malawski (1920–2012) – profesor ortopedii w Otwocku (według innego źródła chirurg, dr hab.)[1][2];
- Michaił Martyniuk – doktor nauk fizyczno-matematycznych (odpowiednik polskiego stopnia doktora habilitowanego), profesor katedry fizyki eksperymentalnej Rosyjskiego Uniwersytetu Przyjaźni Narodów[1];
- Serafin Korczak–Michalewski – filolog, członek Polskiej Akademii Nauk[1][15];
- Mirosław Mossakowski (1929–2001) – profesor neurochirurgii, prezes Polskiej Akademii Nauk; ukończył gimnazjalne kursy podziemne[1][2];
- Władysław Najbicz – oficer lotnictwa, odznaczony Orderem Virtuti Militari[1];
- Walancina Paszkiewicz – naukowiec, twórczyni pierwszego podręcznika „Biełaruskaja mowa” dla uczniów anglojęzycznych[1];
- Eugeniusz Pouch (1911–2000) – lekarz, ordynator szpitali w Kłodzku i Pile, dyrektor Szpitala Miejskiego w Pile (1961–1963)[19];
- Ludwika Press – profesor archeologii na Uniwersytecie Warszawskim, autorka szeregu książek z zakresu archeologii[1][2];
- Edward Szymański – inżynier budowy okrętów, profesor Politechniki Warszawskiej[2];
- Tadeusz Terpiłowski – profesor chemii na Uniwersytecie Wrocławskim; zaliczył egzamin dojrzałości w 1938 r.[1][2];
- Fryderyk Trzaska – profesor, pracownik Akademii Górniczo-Hutniczej w Krakowie (ukończył gimnazjalne kursy podziemne)[1][2];
- Wasilewski – lotnik, konstruktor samolotów[4];
- Jan Wójcik (1913–2009) – polski prozaik, dziennikarz i działacz emigracyjny związany z Porto Alegre, współpracownik „Kultury”[20];
- Raisa Żuk-Hryszkiewicz (1919–2009) – białoruska nauczycielka i działaczka niepodległościowa, żona przewodniczącego Rady Białoruskiej Republiki Ludowej Wincenta Żuka-Hryszkiewicza[1][9].

## Sztandar

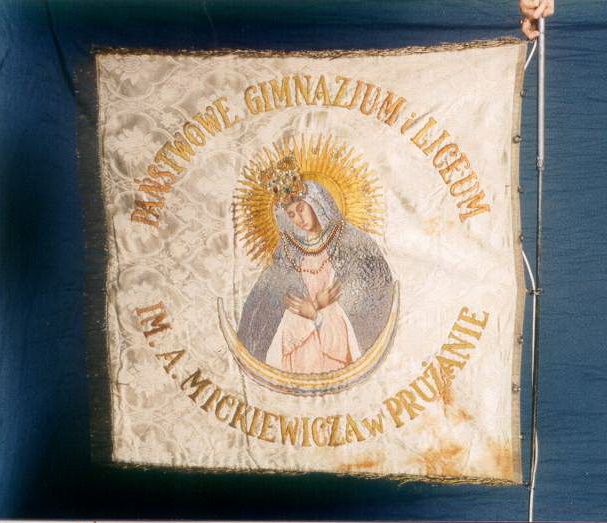
Sztandar Gimnazjum

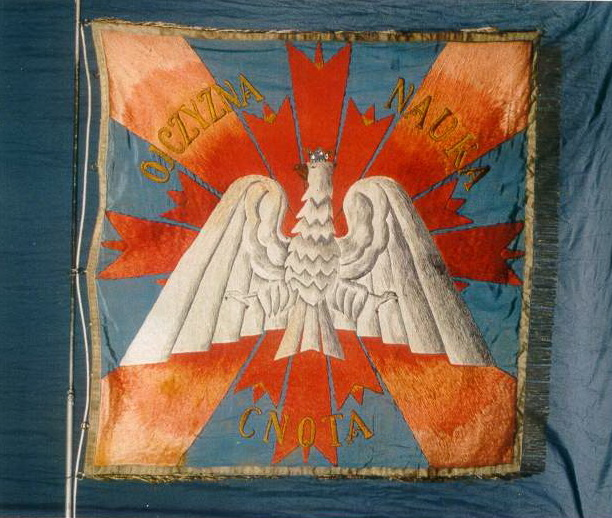
Sztandar Gimnazjum

Przez pierwsze 17 lat istnienia Gimnazjum nie posiadało sztandaru. W 1938 lub na początku 1939 roku rodzice uczniów wystąpili z inicjatywą jego stworzenia, a jeden z nauczycieli, Edward Bazan, podjął się koordynacji przedsięwzięcia. Zadanie przygotowania projektu otrzymali uczniowie w ramach lekcji rysunku. Specjalna komisja wybrała do realizacji projekt ucznia o nazwisku Żurado. Ze strony przedniej przedstawia on wizerunek Matki Boskiej Ostrobramskiej otoczony okrężnym napisem w kolorze złotym: PAŃSTWOWE GIMNAZJUM i LICEUM IM. A. MICKIEWICZA w PRUŻANIE, na pastelowym, beżowym tle z delikatnym ornamentem. Strona tylna przedstawia wizerunek stylizowanego Orła Białego w koronie na tle czerwonych promieni i niebieskiego tła. Orzeł otoczony jest napisem w kolorze złotym: OJCZYZNA NAUKA CNOTA, co stanowi cytat z wiersza Adama Mickiewicza pt. „Pieśń filarecka”. Brzegi sztandaru wykończone są złotą lamówką i frędzlami. Sztandar został uszyty przez miejscowe zakonnice, a następnie poświęcony w kościele i uroczyście przeniesiony ulicami miasta.
Po napaści ZSRR na Polskę i przekształceniu Gimnazjum w szkołę sowiecką, sztandar pozostał przez pewien czas w pracowni zajęć praktycznych. Wkrótce jednak Edward Bazan, za namową kolegi Jana Łozowskiego, zdecydował o jego ukryciu. Istniała bowiem obawa, że symbol Gimnazjum może się nie spodobać władzom sowieckim ze względu na obecny na nim wizerunek Matki Boskiej Ostrobramskiej. Edward Bazan przez cały okres okupacji sowieckiej, a następnie pod okupacją niemiecką przechowywał sztandar w ukryciu – najpierw w budynku szkoły (w piecu pracowni i pod schodami), następnie we własnym domu pod schodami, i wreszcie, gdy został z niego wypędzony, w mieszkaniu Awłasewiczów, gdzie czasowo znalazł schronienie. Następnie zabrał go ze sobą w trakcie ewakuacji wraz z wojskami niemieckimi do Siedlec. Tam sztandar zaginął. Kilka lat później niespodziewanie odnalazł się – podrzucono go synowi Edwarda Bazana, Wiesławowi, w jego pracowni w zakładach „Diora” w Dzierżoniowie. Obecnie przechowywany jest przez najmłodszego syna Wiesława we Wrocławiu.

## Gimnazjum im. Adama Mickiewicza w kulturze
Gimnazjum w Prużanie jest częstym tematem wierszy, piosenek i opracowań prozą, zarówno profesjonalnych, jak i amatorskich, których autorami są dawni wychowankowie tej placówki. Są to m.in.: proza „Nad pięcioma rzekami” Jana Wójcika, Wiersz „Zaduma” Jerzego Michalewskiego, wiersz „Alma Mater znad Muchawca” Franciszka Lachockiego, piosenka „Tango naszej młodości” Anatola Werchoły, wiersz „Prużanianka – Wspomnienia” Markiewiczówny-Mikołajczyk i inne.